# Weinhex
Weinhex ist eine Großlage im deutschen Weinbaugebiet Mosel. Sie gehört zum Weinbaubereich Burg Cochem. Der Name Weinhex war bis 1971 nur im Volksmund gebräuchlich und hatte keine rechtliche Bewandtnis. Durch Umbenennung der Katasterlage Heideberg wurde der Name Weinhex 1971 erstmals in die Weinbergrolle eingetragen. Er erinnert an die Hexenprozesse, die in der Zeit von 1631 bis 1656 neunzehn Personen das Leben gekostet haben sollen.

## Einzellagen
- Güls: Marienberg, Bienengarten, Königsfeld, Röttgen.
- Moselweiß: Hamm.
- Lay: Hamm, Hubertusborn.
- Winningen: Röttgen, Brückstück, Domgarten, Hamm, Uhlen.
- Kobern-Gondorf: Uhlen, Fahrberg, Weißenberg, Schloßberg, Gans, Fuchshöhle, Kehrberg.
- Dieblich: Heilgraben.
- Niederfell: Fächern, Kahllay, Goldlay.
- Lehmen: Lay, Klosterberg, Würzlay, Ausoniusstein.
- Oberfell: Goldlay, Brauneberg, Rosenberg.
- Moselsürsch: Fahrberg.
- Kattenes: Fahrberg, Steinchen.
- Alken: Bleidenberg, Burgberg, Hunnenstein.
- Brodenbach: Neuwingert.
- Löf: Goldblume, Sonnenring.
- Hatzenport: Stolzenberg, Kirschberg, Burg Bischofstein.
- Burgen: Bischofstein.

## Besonderes
Jeder Wein, der in diesen Einzellagen geerntet wurde, darf den Namen Weinhex tragen, jedoch ohne den Namen des Ortes voranzustellen.
Lediglich die Winninger Winzer dürfen ihren Wein mit dem Namen Winninger Weinhex versehen.
Seit einem Auftritt bei den Winninger Festspielen 1950 gibt es die Winninger Weinhex. Sie hat sich zu einem Wahrzeichen Winningens entwickelt.